# Anthemus aspidioti
Anthemus aspidioti är en stekelart som beskrevs av Nikol'skaya 1952. Anthemus aspidioti ingår i släktet Anthemus och familjen sköldlussteklar.
Artens utbredningsområde är:
- Kazakstan.
- Turkmenistan.
- Tadzjikistan.
- Uzbekistan.

Inga underarter finns listade i Catalogue of Life.